# 古里·马尔丘克
古里·伊万诺维奇·马尔丘克（俄语：Гурий Иванович Марчук，1925年6月8日—2013年3月24日），前苏联及俄罗斯科学家，研究领域涵盖数学、计算机、大气物理学。1968年，成为苏联科学院院士。1986年至1991年担任苏联科学院院长。

## 生平
1986年10月16日被苏联科学院全体会议选举为新任院长，接替83岁高龄的亚历山德罗夫。
2013年3月24日在莫斯科逝世。被埋葬在新圣女公墓。